# Calaguala
La calaguala (Polypodium cambricum) és una espècie de falguera de la família Polypodiaceae, originària del sud i oest d'Europa, present als Països Catalans.

## Noms comuns
Polypodium cambricum rep nombrosos noms comuns: calaguala, daurada, falguera, falguereta, herba pansera, herba pigotera, polipodi, polipodi austral, polipodi serrat, calauala, caraguala, carauala, falaguereta.

## Etimologia
L'epítet específic cambricum significa 'gal·lès', de la forma llatinitzada Cambria, el nom gal·lès del País de Gal·les.

## Característiques
Es tracta d'una falguera prostrada, terrestre, de fulles caduques que creix fins a 60 cm d'alçada, amb fulles pinnades. Els sorus són de color groc a l'hivern.

## Cultiu
El cultivar P. cambricum (grup cristatum) 'Grandiceps Fox', amb crestes de ramificació conspícues, ha guanyat el premi Award of Garden Merit de la Reial Societat d'Horticultura.